# Důchodky
Důchodky jsou zateplené boty s mělce vroubkovanou podrážkou. Svršek je vyroben z plsti, která kryje kotník a má jednoduché uzavírání (např. pomocí zdrhovadla). Jejich název je lidového původu a pochází z dob reálněsocialistického režimu v Československu, pronikl ale i do oficiální terminologie. Vzhledem k celkově malému výběru obuvi a k tomu, že důchodky byly poměrně levné a teplé, nenosili je pouze důchodci, ale byly oblíbené i mezi mládeží. Nošení podobné obuvi opět přichází do módy.
Jednotná klasifikace průmyslových výrobků (JKPOV) uváděla tento druh obuvi v katalogu osobních ochranných pracovních prostředků pod názvem Dámská zimní textilní obuv – důchodky se zatříděním v JKPOV 729665 – 709251. Popsány byly jako obuv z textilního materiálu a podešví ze styroporu, se zapínáním na zip, vyráběná lisováním a lepením.

## Zastaralý význam
V Rakousku-Uhersku a částečně za První republiky se výraz důchodky používal pro nepřímé daně, jako jsou cla, mýta, tabákový, kolkový a loterijní důchodek či poštovní regál (poštovní výhrada).